# Neuhaus-Schierschnitz
Neuhaus-Schierschnitz ist ein Ortsteil der Gemeinde Föritztal im Landkreis Sonneberg im fränkisch geprägten Süden des Freistaates Thüringen. Vom 1. April 1923 bis zum 5. Juli 2018 existierte eine gleichnamige Gemeinde, deren vier Ortsteile im Zuge der thüringischen Gemeindegebietsreform 2018 in die neu gegründete Gemeinde eingegliedert wurden.

## Geografie
Neuhaus-Schierschnitz liegt in einem südlichen Zipfel Thüringens zwischen dem Frankenwald im Norden und dem Maintal im Süden. Der Ort liegt in einem Seitental der Föritz. Westlich von Neuhaus-Schierschnitz erhebt sich der 406 Meter hohe Schottenberg, östlich liegt der 465 Meter hohe Wirtemberg, über den die thüringisch-bayerische Landesgrenze verläuft. Neuhaus liegt auf der Ostseite des Tales, Schierschnitz auf der Westseite.

### Ortsgliederung
Der Ort Neuhaus-Schierschnitz besteht aus den Gemarkungen Buch, Gessendorf, Mark, Neuhaus und Schierschnitz.
Die gleichnamige Gemeinde hatte neben Neuhaus-Schierschnitz noch drei weitere Ortsteile:
- Lindenberg
- Rotheul
- Sichelreuth

Alle vier Ortsteile wurden in die neue Gemeinde Föritztal separat eingegliedert.

## Geschichte

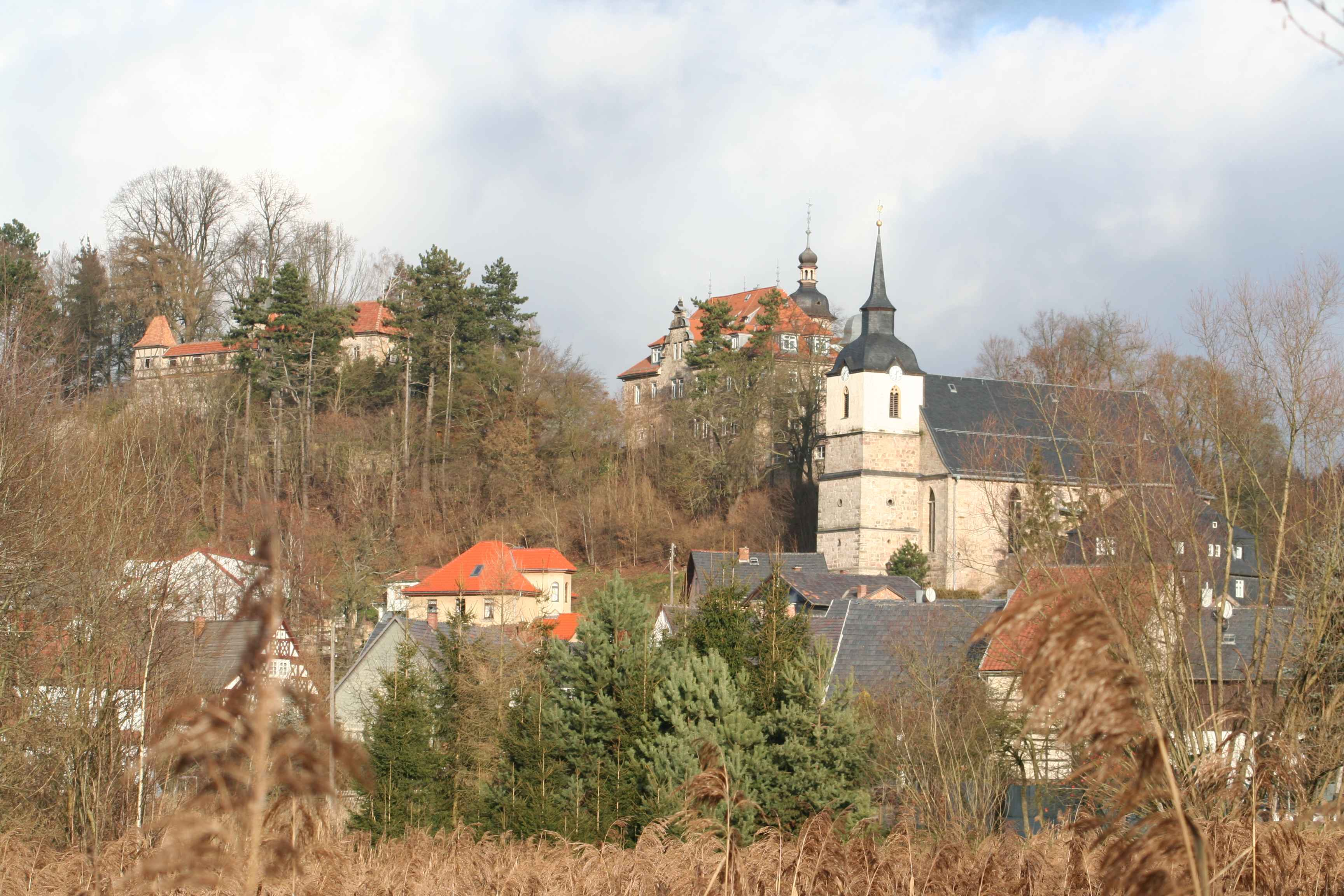
Schlossberg Neuhaus

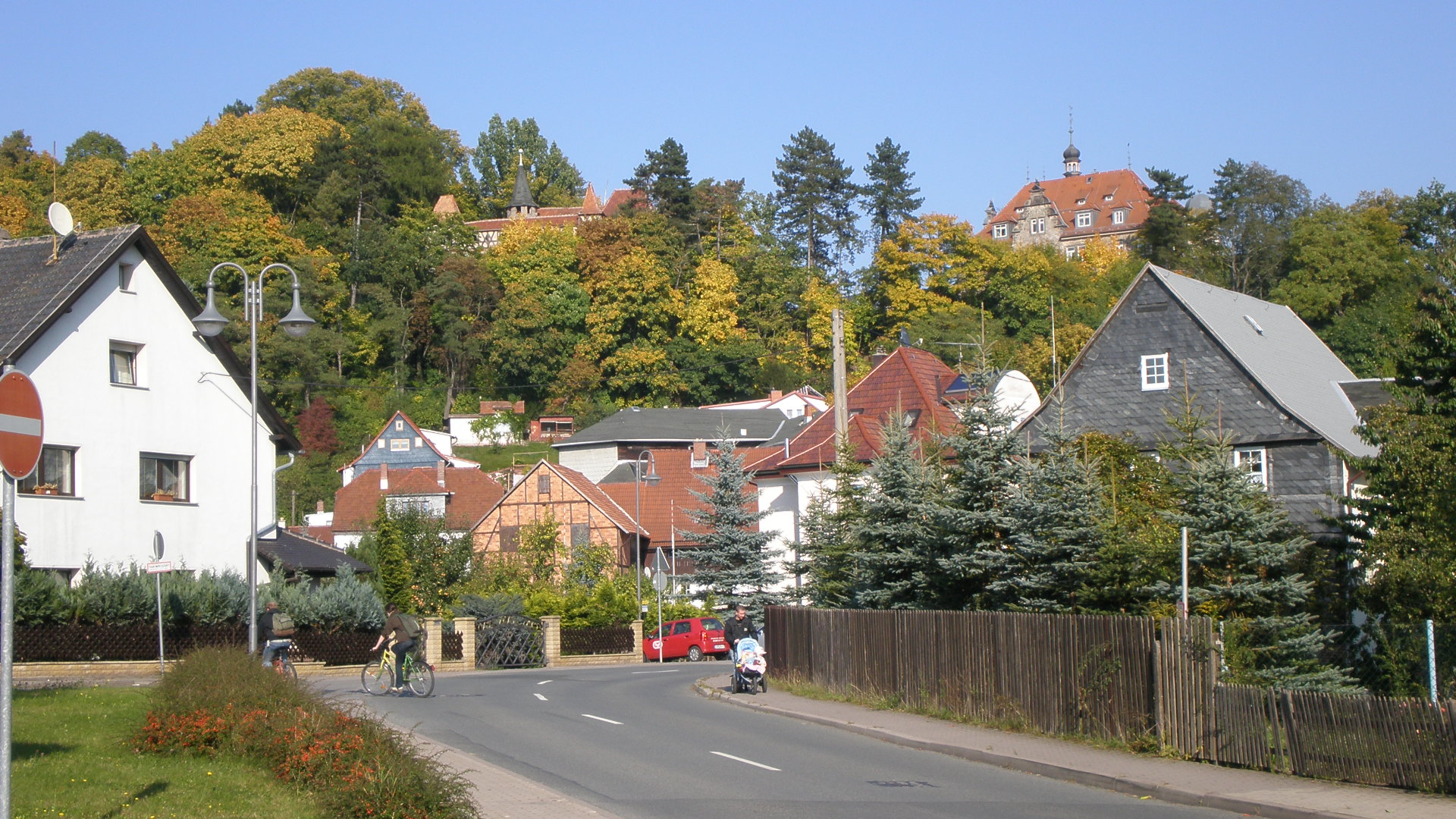
Schlossberg mit Burg (links) und Schloss (rechts)

Die Burg Neuhaus wurde als freier Besitz des Adligen Eberhard von Schaumberg 1310 erstmals urkundlich genannt, aber bereits 1315 war sie Lehen der Grafen von Henneberg. Diese vergaben die Burg 1319 wieder an die Schaumberger. Später war dann die Veste mit sächsischen Vögten besetzt. 1532 wurde Hans Georg von Gotsmann belehnt. Im Dreißigjährigen Krieg brannte die Burg 1634 bis auf den Torturm nieder. Der Bankier Hermann Walther ließ sie um 1903/04 rekonstruieren. Heute steht sie leer. 
Das neue Schloss war seit 1932 Zechenhaus und 1862–80 Wohnsitz des Bergwerksdirektors Richard von Swaine. Heute sind die Bauten ein Kurheim des Deutschen Roten Kreuzes.
Im 18. und 19. Jahrhundert gab es in der Umgebung zahlreiche Steinkohlezechen. Viele Einwohner der Orte waren damals im Bergbau tätig. Das Gemeindegebiet mit dem Marktflecken Neuhaus im Mittelpunkt gehörte bis 1920 zum Herzogtum Sachsen-Meiningen. Neuhaus-Schierschnitz entstand am 1. April 1923, als die Orte Neuhaus und Schierschnitz sowie die kleineren Nachbarorte Gessendorf, Mark und Buch vereinigt wurden.
Mit Beginn der Zeit des Nationalsozialismus setzte die Verfolgung politischer Gegner ein, aber es begannen auch kommunistische Einwohner Widerstandsarbeit zu leisten, die deswegen 1935 gerichtlich verfolgt wurden. Im gleichen Jahr fand in der Kirche ein überregionaler Kirchentag der Bekennenden Kirche (BK) statt, worauf der Prediger und der Ortspfarrer Friedrich Schnittger kurzzeitig ihr Amt verloren. Während des Zweiten Weltkrieges mussten 981 Frauen und Männer aus Russland, Frankreich, der Ukraine, Polen und Jugoslawien Zwangsarbeit im Siemens-Schuckert-Isolatorenwerk verrichten.
Die erzwungene Trennung von den Franken, die den Ort umgeben, wurde von den Einwohnern, vor allem in den ersten Jahren des Bestehens der DDR, nicht unwidersprochen hingenommen. Die Behörden im Kreis Sonneberg berichteten an das ZK der SED im Mai 1952 vor der Verschärfung des Grenzregimes von zwei Vorfällen in der Region. Einer in Mengersgereuth-Hämmern, einer auf dem Gebiet des heutigen Kreises Sonneberg. Fußballer aus Neuhaus-Schierschnitz und Heidersdorf [sic!] – gemeint war von den offenbar ortsfremden Parteifunktionären wahrscheinlich Heinersdorf – hatten sich mit einer fränkischen Mannschaft aus einem benachbarten Ort zu einem Spiel verabredet. Als die Grenzbehörden der DDR den direkten Übertritt der Franken über die Grüne Grenze verweigerten, und den Umweg über den Grenzübergang Probstzella verlangten, kam es zu vehementen Protesten gegen die Staatsmacht. Demonstranten versammelten sich vor dem Gebäude der Grenzpolizei und beschimpften die Beamten als „Lumpen“. Angehörige der FDJ entledigten sich ihrer Blauhemden und traten diese mit Füßen. Zertrampelt wurden auch sozialistische Spruchbänder. Polizisten, die versuchten die Menge zu beruhigen und sich mit dem Gruß „Freundschaft“ näherten, wurden mit dem Gegenruf „Feindschaft“ zurückgewiesen.
Am 6. Juli 2018 wurde die Gemeinde aufgelöst und die Ortsteile in die Gemeinde Föritztal eingegliedert.

## Politik

### Ehemaliger Gemeinderat
Der letzte Gemeinderat setzte sich nach der Kommunalwahl am 25. Mai 2014 aus 16 Ratsmitgliedern zusammen:
| Listenname | Stimmenanteil | Sitze |
| ---------- | ------------- | ----- |
| CDU        | 55,5 %        | 9     |
| Die Linke  | 18,8 %        | 3     |
| FW         | 15,2 %        | 2     |
| SPD        | 10,4 %        | 2     |

### Wappen
Blasonierung: „Geviert von Silber und Schwarz, in 1 ein linksgewendeter wachsender steigender roter Steinbock, in 2 ein goldener Adlerkopf, in 3 ein goldenes Schlägel und Eisen und in 4 ein roter Schräglinksdoppelzahnbalken.“
Wappenerklärung: Schlägel und Eisen in Feld 3 stehen für die Bedeutsamkeit des Bergbaus in der Ortsgeschichte, die übrigen Figuren entstammen Wappen bedeutsamer Familien.

### Ehemalige Bürgermeister
Seit 1990 waren folgende Personen Bürgermeister von Neuhaus-Schierschnitz:
- 1990–2012: Hennrik Oberender (CDU)
- 2012–2018: Andreas Meusel (CDU)

Meusel wurde erster Bürgermeister der neuen Gemeinde Föritztal.

## Sehenswürdigkeiten
- Dreifaltigkeitskirche
- Burg Neuhaus und Schloss mit Park
- Heimatmuseum Neuhaus-Schierschnitz
- Naturquelle Gessendorf
- Steinkohlewanderweg in den östlich, südöstlich gelegenen Wäldern rund um Neuhaus-Schierschnitz
- Alte Sandgrube "Bienenwald" und "Jägerhäuschen" nahe dem Ortsteil Mark
- siehe auch Liste der Kulturdenkmale in Föritztal

## Wirtschaft und Infrastruktur

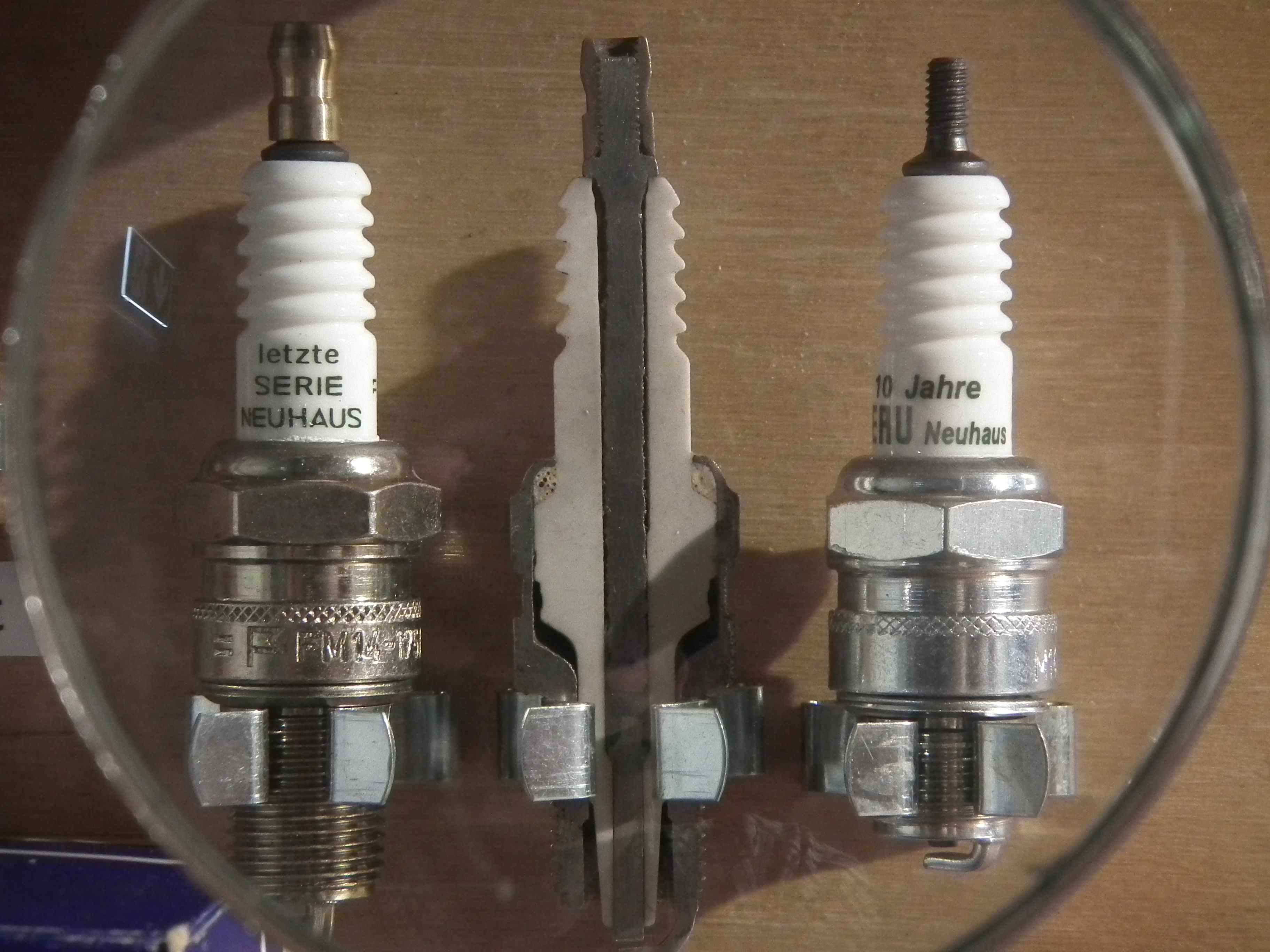
Zündkerzen aus Neuhaus

Im Jahr 1906 gründete Armand Marseille aufgrund geeigneter Sandvorkommen in Neuhaus eine weitere Porzellanfabrik. 1913 verkaufte er diesen Betrieb an die Siemens-Schuckertwerke, welche in der Porzellanfabrik Neuhaus Kreis Sonneberg technische Porzellane für die Energieversorgung produzierte. 1733 Mitarbeiter waren dort im Jahr 1939 beschäftigt. Nach dem Zweiten Weltkrieg wurde das Werk in eine Sowjetische Aktiengesellschaft (SAG) umgewandelt, 1950 als VEB Porzellanfabrik Neuhaus-Schierschnitz in deutsche Verwaltung übergeben und als VEB Keramische Werke Neuhaus (KWN) sowie später unter dem VEB Elektrokeramische Werke Sonneberg (EKS) weitergeführt. Die wirtschaftlichen Umbrüche nach der Wende machten die Produktion unrentabel und das Werk musste im Jahr 1990 geschlossen werden. Teile der Fabrik sind inzwischen abgebrochen. Nur die Zündkerzenproduktion, die im November 1991 an das Unternehmen BERU verkauft wurde, existierte mit noch 60 Mitarbeitern weiter. 2006 waren 180 Mitarbeiter im Beruwerk beschäftigt. Seit 2012 gehört der Geschäftsbereich Zündkerzen von BERU zum amerikanischen Automobil-Zulieferer Federal-Mogul. Das Beru-Zündkerzen-Werk in Neuhaus-Schierschnitz wurde zur Federal-Mogul Ignition GmbH umfirmiert. 2018 übernahm Tenneco Federal-Mogul. 2023 arbeiteten in Neuhaus rund 250 Personen.
Auf Grund der Lage zur ehemaligen innerdeutschen Grenze (1 Kilometer östlich) wurde seitens des DDR-Regimes in dem Ort nur wenig Industrie angesiedelt. Viele Menschen verließen Neuhaus-Schierschnitz, genau wie die anderen Grenzdörfer, zu DDR-Zeiten. Nach 1990 wurde im Süden des Ortes ein Gewerbegebiet gegründet.

### Verkehr
Bis 1945 hatte Neuhaus-Schierschnitz einen Bahnhof an der durchgehenden Bahnstrecke Sonneberg–Stockheim. Der Abschnitt nach Sonneberg hatte noch bis 1967 Personenverkehr und bis 1970 Güterverkehr. Der Ort liegt an der B89, die ebenfalls zwischen Sonneberg und Kronach verläuft.

## Persönlichkeiten

### Söhne und Töchter
- Adolf Wicklein (1886–1945), Kommunist und Widerstandskämpfer gegen das Naziregime.
- Karl Meusel (1912–1986), Maler
- Karli Coburger (* 1929), von 1984 bis 1989 Leiter der für Observation, Ermittlung und Festnahmen verantwortlichen Hauptabteilung VIII des Ministeriums für Staatssicherheit
- Marlene Magnus (* 1936), Malerin und Grafikerin

### Persönlichkeiten die im Ort gewirkt haben
- Richard Swaine, ab 1858 von Swaine, ab 1874 Freiherr von Swaine (1830–1902), Industrieller, Gutsbesitzer und Reichstagsabgeordneter
- Manfred Kiedorf (1936–2015), Bühnenbildner, Zeichner und Miniaturist, macht hier in der Porzellanfabrik eine Ausbildung zum Werkzeugmacher

## Sonstiges
In Neuhaus-Schierschnitz wird Itzgründisch gesprochen, ein mainfränkischer Dialekt.